# Azymici
Azymici (gr. asimos – chleb przaśny) – nazwa, jaką określali katolików chrześcijanie obrządków wschodnich.

## Charakterystyka
Terminu tego po raz pierwszy użył biskup Ochrydy – Leon w 1053. Katolicy (podobnie jak ormianie i maronici) używali w liturgii chleba przaśnego, na Wschodzie zaś spożywano kwaśny, skąd pojawiło się określenie prozymici.
Dawniej używano sformułowania bezdrożdżowcy, bądź w języku łacińskim Antifermentarii w opozycji do Fermentarii.